# كزافييه مارتينيز
كزافييه مارتينيز (بالإنجليزية: Xavier Martínez)‏ (و. 1869 – 1943 م) هو رسام، وبروفيسور (أستاذ جامعي) من الولايات المتحدة الأمريكية ولد في غوادالاخارا.